# Бонсусессо (футбольний клуб)
«Бонсусессо» (порт. Bonsucesso) — бразильський футбольний клуб, який базується в районі Бонсусессо міста Ріо-де-Жанейро. Заснований 12 жовтня 1913 року.